# Chevalier du ciel (opérette)
Personnages
- Jean-Louis d’Ascain
- Marilyn
- Anne-Marie
- Broussac, le capitaine
- Georghiu Papescu et Alexandre Manolescu, les espions
- Panette et Dulure, les matelots
- Magnali
- Valentine

Chevalier du ciel est une opérette française de Paul Colline sur une musique d'Henri Bourtayre et Jacques-Henry Rys, créée à Paris, au théâtre de la Gaîté-Lyrique, le 5 octobre 1955.

## Fiche technique
Opérette en deux actes 
- Musique de Henri Bourtayre et Jacques-Henry Rys
- Livret de Paul Colline
- Mise en scène de Jean-Henri Duval
- Décors et costumes de Mick Bernard
- Orchestre sous la direction de Maurice Darnell.
- Chorégraphie de Mary-Jo Weldon

Création à Paris, théâtre de la Gaîté-Lyrique le 5 octobre 1955

### Distribution
- Luis Mariano : Jean-Louis
- Claudine Céréda : Marilyn
- Lucie Dolène : Anne-Marie
- Maurice Bruot : Broussac
- René Novan : Georghiu
- Henri Despuech : Alexandre
- Francis Blanche : Panette
- Jean-Paul Thomas : Dulure
- Cristian Asse : Magnali
- Lyna Pretty : Valentine